# Hypothymis puella
Hypothymis puella là một loài chim trong họ Monarchidae.